# 黒いバッグの女
新春サスペンス特別企画・黒いバッグの女（しんしゅんサスペンスとくべつきかく・くろいバッグのおんな）は、テレビ朝日系列で、2006年1月5日の20:00～21:54（JST）に放送されたテレビドラマの特別番組である。視聴率は10.2%であった。

## 概要
一応は、新春特番の一環として製作されたドラマではあるものの、当枠（木曜日20時台）で放送されている『木曜ミステリー』の作品に出演している主役・準主役級の出演者が一堂に会した作品（事実上のコラボ）である。設定上にも『京都迷宮案内シリーズ』の舞台になっている「京都日報」が登場している。

## 物語
滋賀県近江八幡で高校の国語教師として教鞭を取る古川昭一は、妻に先立たれ娘の薫と2人暮らしをしている。だが、薫も結婚が決まり、また自身も定年間近であることから、人生の寂しさを感じていた。それでも、生徒達から好感を得ていることだけを心の支えにしてきた。昭一がうさ晴らしに通っているスナックのママ葛城セツ子もまた自身の教え子のひとりであった。ある日、セツ子の弟でかつ昭一の教え子でもある政人が訪ねて来て、「芹沢の居場所を教えろ」と昭一に迫った。この芹沢自身も昭一の教え子のひとりであり、8年前にセツ子と政人の父親を殺害して服役していた。政人の話によれば、芹沢は最近になって釈放されていたという。政人は芹沢へ復讐をするつもりでいる。昭一は政人の復讐を阻止するため、芹沢を探す旅へ向かった。その道中、黒いバッグを持った謎の女が昭一の後を付けてきていた…

## キャスト
※順番は、テロップ表示順になっている。また括弧内は『木ミス』での作品および役名。
- 古川 昭一 - 橋爪功（『新・京都迷宮案内』主役 - 杉浦恭介役）
- 吉岡 保 - 佐野史郎（『女刑事みずき〜京都洛西署物語〜』沖田智仁役）
- 古川 薫 - 星野真里
- 葛城 セツ子 - 櫻井淳子（『おみやさん』七尾洋子役）
- 石倉 伸江 - 岩崎ひろみ
- 葛城 政人 - 山崎裕太
- 加藤貴子（『新・科捜研の女』土門美貴役）
- 斉藤暁（『新・科捜研の女』日野和正役）
- 定食屋の女将 - 野際陽子（『新・京都迷宮案内』橘つた子役）
- 小野武彦（『新・科捜研の女』榊伊知郎役）
- 渡辺いっけい（『京都地検の女』太田勇一役）
- 船越英一郎（『京都地検の女』北村鉄男役）
- 岸田 オリエ - 浅野ゆう子（『女刑事みずき〜京都洛西署物語〜』大場みずき役）
- 高田 信子 - 名取裕子（『京都地検の女』鶴丸あや役、『京都潜入捜査官 THE SLIPPERS』大野妹子役）　など

## スタッフ
- 企画 - 井圡隆（テレビ朝日）、加藤貢（東映）
- プロデューサー - 菊池恭（テレビ朝日）、手塚治・小野川隆（東映）
- 脚本 - 西岡琢也
- 音楽 - 池頼広
- 監督 - 黒沢直輔
- 製作 - テレビ朝日・東映